# 宮城県総合運動公園

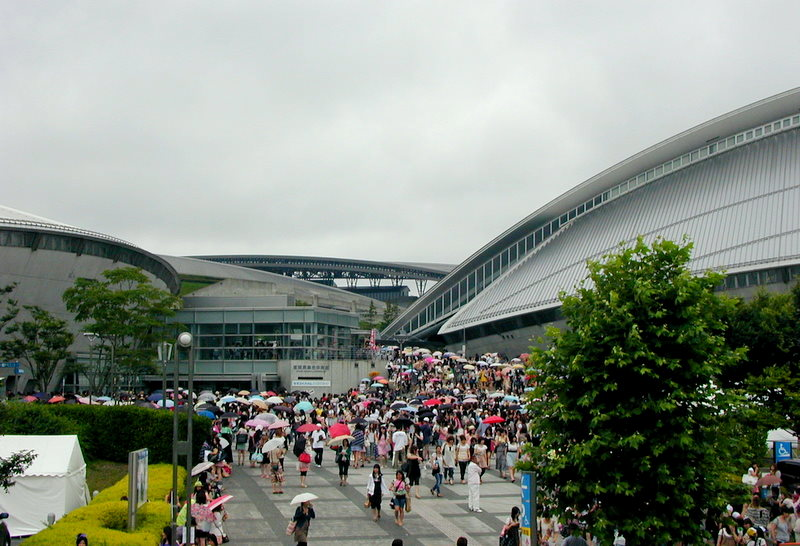
上：宮城スタジアム
右：総合体育館
左：総合体育館サブアリーナ

宮城県総合運動公園（みやぎけん そうごううんどうこうえん）は、宮城県宮城郡利府町にある運動公園。愛称「グランディ・21」。
宮城県が施設を所有し（宮城県教育委員会所管）、財団法人宮城県スポーツ振興財団・同和興業・セントラルスポーツグループが運動施設等を、東洋緑化株式会社が広場を、指定管理者としてそれぞれ運営管理を行っている。

## 概要
松島丘陵東部の、仙台市宮城野区と利府町に位置する県有地の「県民の森」（約410ha）の東側に隣接してある。宮城県の人口重心（北緯38度20分50秒 東経140度58分45秒 / 北緯38.34722度 東経140.97917度）に隣接している。2001年に開催された第56回国民体育大会（新世紀・みやぎ国体）の主会場地区として整備された運動公園で、東北地方最大級の屋外運動施設であるキューアンドエースタジアムみやぎ（宮城スタジアム）や、宮城県最大級の屋内アリーナであるセキスイハイムスーパーアリーナ（総合体育館）などを有する。
一方で、大きな収容人員を持つ施設群でありながら、人口の集中する仙台市中心部からの利便性が芳しくなく、公共交通機関によるアクセスが「最寄り駅からのバス（シャトルバスを含む）」または「自家用車」に事実上限られていることもあって、赤字体質の施設であるとの指摘がある。2006年（平成18年）に宮城県の包括外部監査を実施した鈴木友隆（公認会計士）は、「教育委員会所管を中心とした公の施設の運営状況について (PDF) 」と題した監査報告書の中で、グランディ・21の各施設が初期投資に見合う稼働率を上げられていないと指摘し、「何故このような利便性の悪いところに、このように素晴らしい施設を建設したかは疑問が残るところであり、このまま当施設を存続させる必要性について県民の間で十分な議論が尽くされることを期待する」と述べた上で、監査の結果と意見として「今後の利用状況の大幅な改善が見込まれない場合には、施設の解体を含め、県は抜本的な見直しを検討する必要がある」とした上で、特に宮城スタジアムについては「平日は貸切のみの利用に限定し、貸切予約のない日は閉館することで相当の費用削減を見込む（ことを検討すべき）」「冬季は休日であっても貸切の利用水準が低く、費用削減効果の観点からも、冬季期間限定の全面閉館も検討する必要がある」との提言を記している。

## 公園内の主な施設
括弧内の数字は収容人数
- 宮城スタジアム（キューアンドエースタジアムみやぎ、49,133人）
- 宮城県総合運動公園総合体育館（セキスイハイムスーパーアリーナ、7,063人）
- セントラルスポーツ宮城G21プール（2,673人）
- 宮城県総合運動公園テニスコート（1,314人）
- 宮城県総合運動公園合宿所（リフレッシュプラザ）（196人）
- 補助競技場
- 投てき場
- 広場
  - 丘の広場
  - 芝生広場
  - 遊具広場
  - 集いの広場

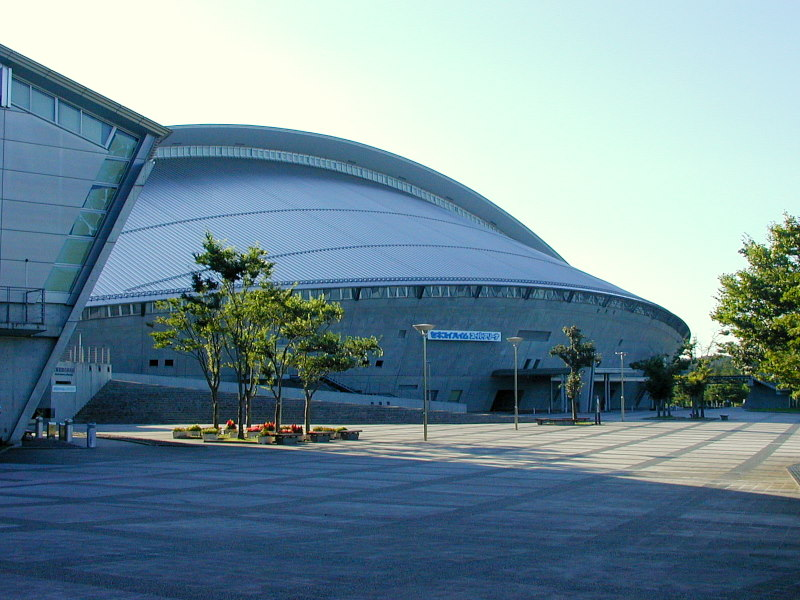
総合体育館の正面（南東側から撮影）。入口は中央スロープを上がった南側にある。
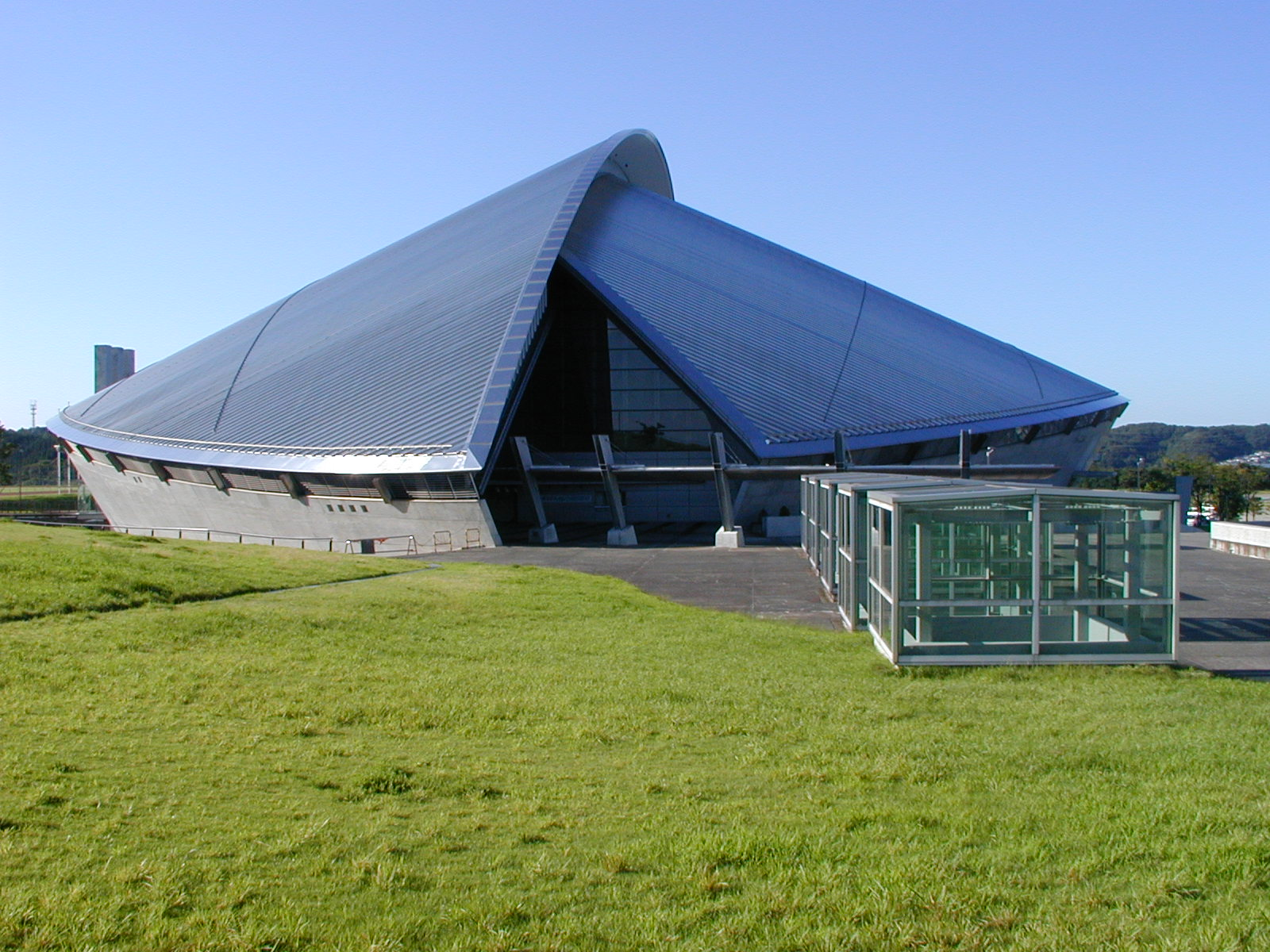
総合体育館の入口（南側から撮影）。ガラスの採光設備と芝生の下にトレーニングルームとプレイルームがある。
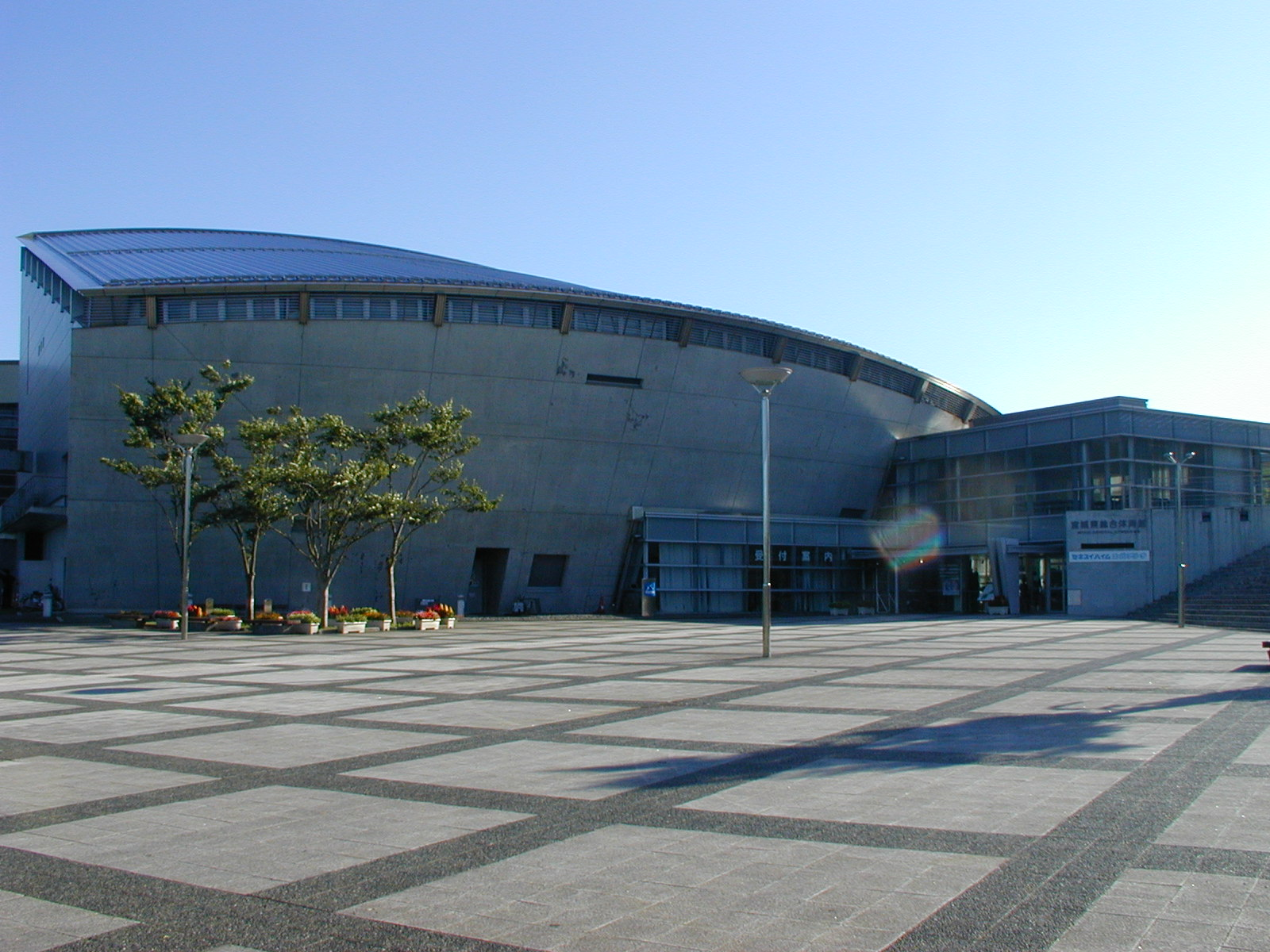
サブアリーナの入口（北東側から撮影）
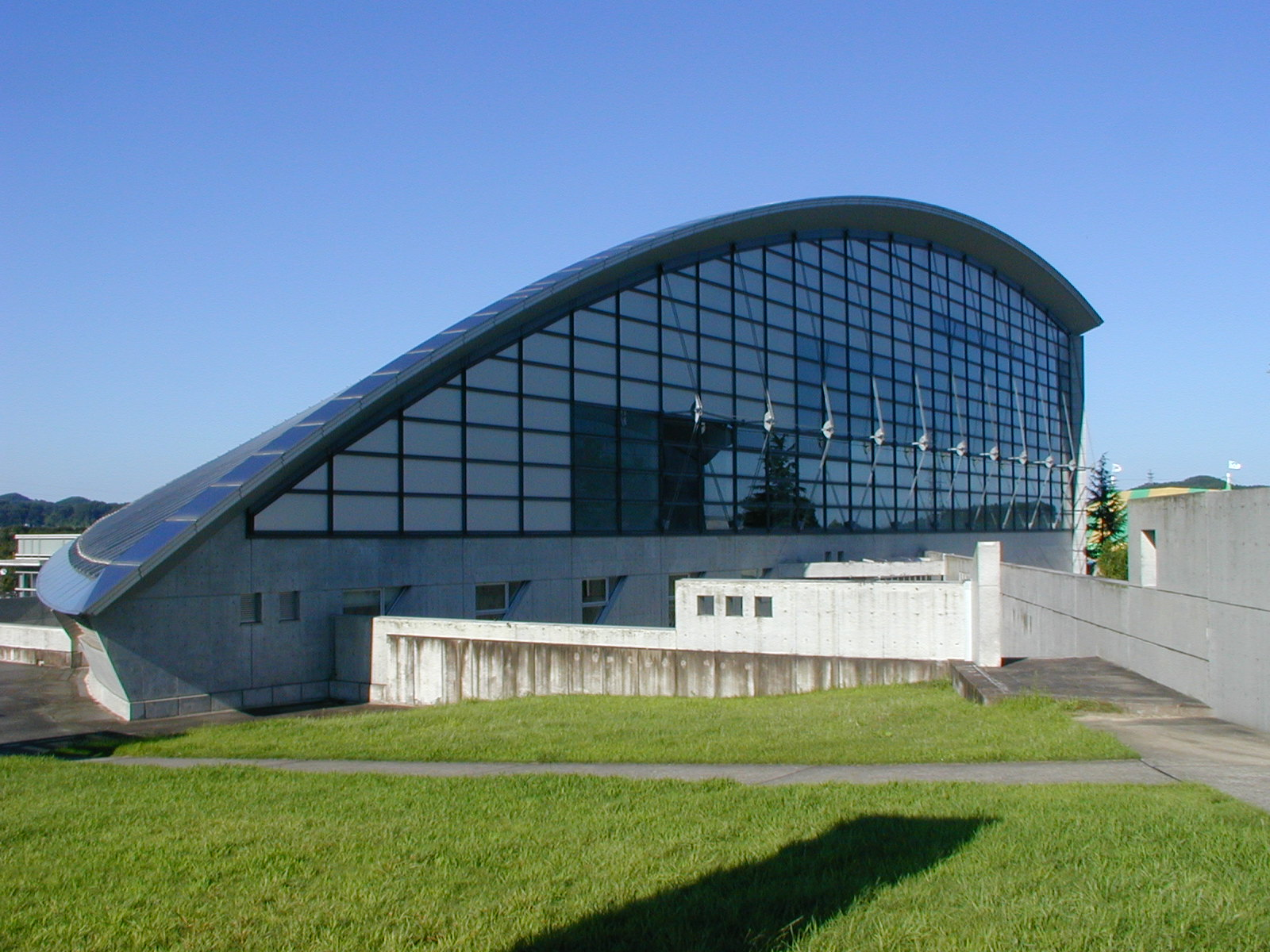
サブアリーナ（南西側から撮影）。芝生の下にトレーニングルームがある。
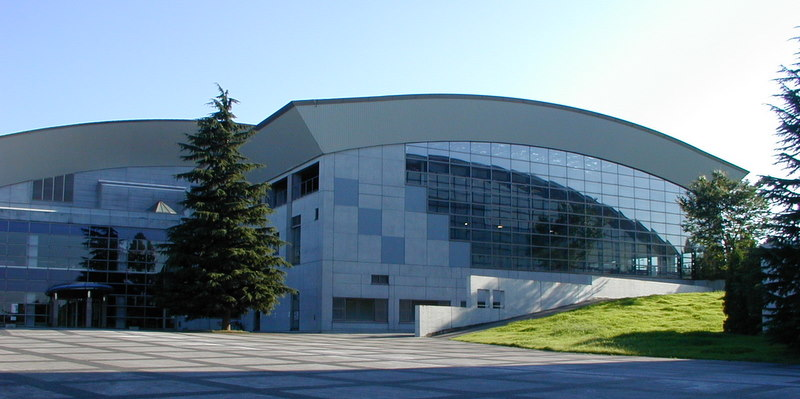
総合プール（北側から撮影）
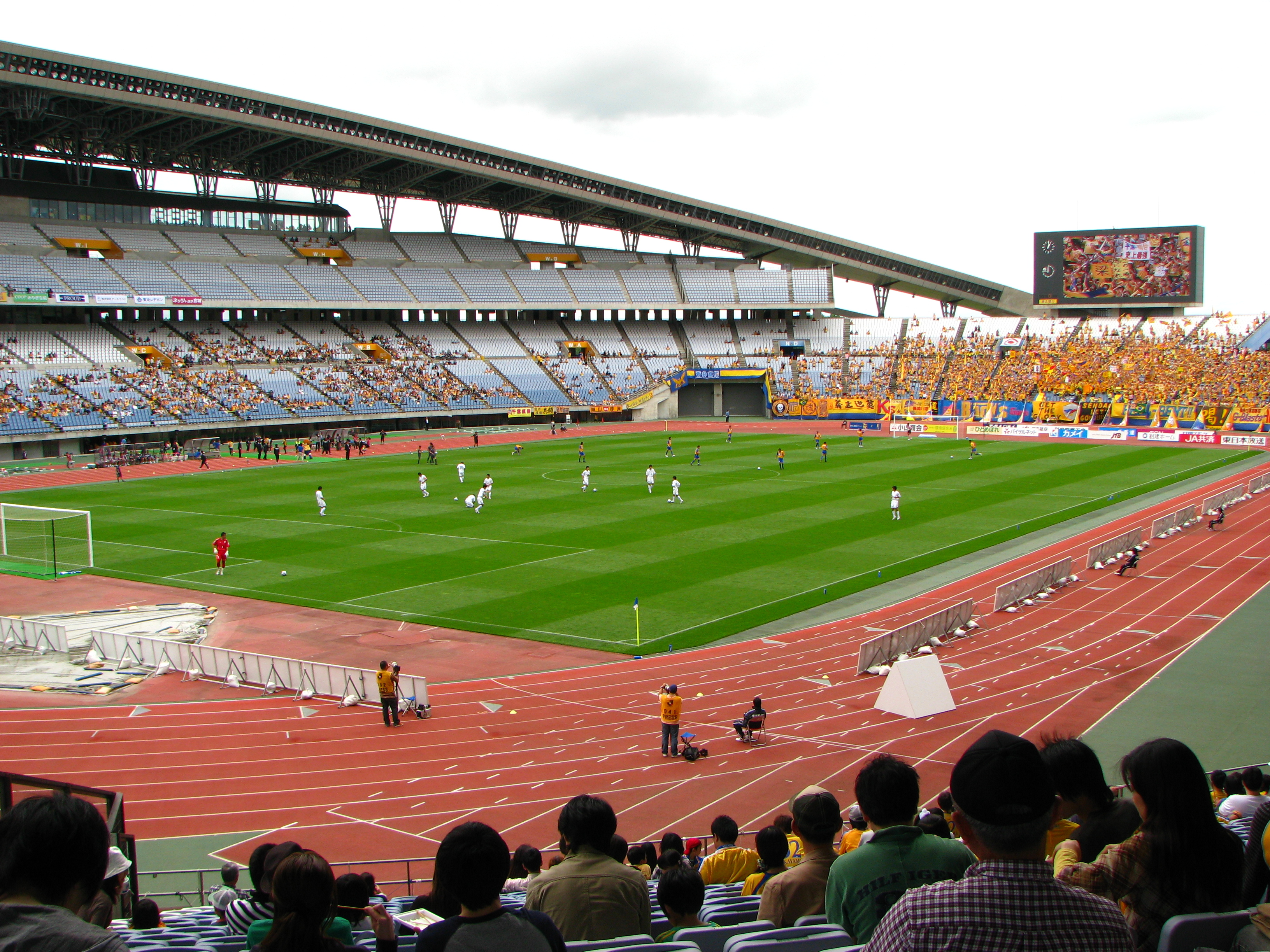
宮城スタジアム（フィールド部分）
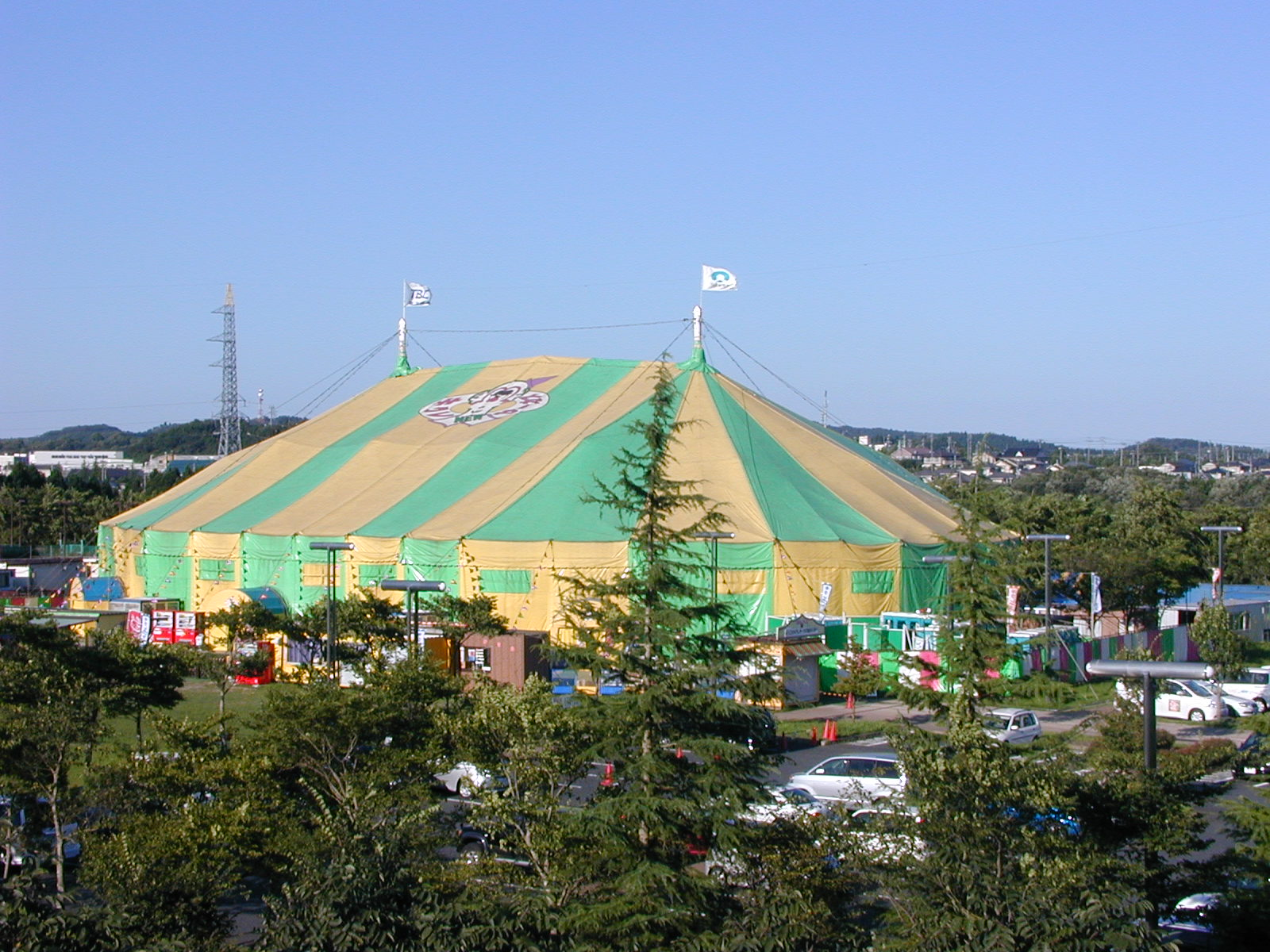
仙台公演中のキグレニューサーカス（2009年8月）。テニスコートとリフレッシュプラザの間に特設。

### 利用者数
| 平成22年 | 平成23年 | 平成24年 | 平成25年  | 平成26年  | 平成27年  | 平成28年  | 平成29年 | 平成30年  |
| -------- | -------- | -------- | --------- | --------- | --------- | --------- | -------- | --------- |
| 876,245  | 279,455  | 629,332  | 1,231,561 | 1,206,059 | 1,472,537 | 1,025,011 | 959,550  | 1,153,060 |

| 施設名                               | 平成25年度 | 平成26年度 | 平成27年度 |
| ------------------------------------ | ---------- | ---------- | ---------- |
| 宮城スタジアム                       | 266,785    | 183,352    | 424,185    |
| 総合体育館                           | 405,775    | 428,692    | 474,539    |
| 総合プール                           | 78,243     | 106,945    | 106,643    |
| テニスコート                         | 8,413      | 10,979     | 10,968     |
| 合宿所                               | 12,782     | 13,887     | 16,646     |
| 公園来場者者（無料観客・見学・公園） | 382,219    | 471,331    | 729,390    |

## 沿革
円高不況期の1986年（昭和61年）に、2001年（平成13年）に開催される秋季国民体育大会の宮城県への誘致が成功した。すると、既に宮城野原公園総合運動場（仙台市）という県の施設があったものの、売れ残った宮城県住宅供給公社の分譲地（利府町）に新競技場を建設する計画が1987年（昭和62年）に持ち上がり、当園の建設が決まった。
1992年（平成4年）7月に2002 FIFAワールドカップ開催候補地への立候補を宮城県議会が決議し、その後、宮城スタジアムでも3試合開催されることが決まった。そのため、宮城スタジアムの建設費は当初見込みの185億円から、ワールドカップ仕様に合わせて270億円にまで膨らんだ。
1995年（平成7年）から園内施設が順次開館し、2001年（平成13年）に国体を開催した。2002年（平成14年）、国体には間に合わなかった仙台北部道路がワールドカップ直前の5月に開通し、6月にワールドカップを開催した。
2020年東京オリンピックの聖火リレーでセレブレーション会場となった、
聖火ランナーは公募により1万人程度が選ばれた、聖火リレーについて、
組織委員会は
スポンサー企業4社と各都道府県実行委員会が行ったランナー公募に延べ
53万5717件の応募があったと発表した
。

### 関連年表
- 1986年（昭和61年） 宮城県において秋季国民体育大会が2001年（昭和76年、平成13年）に開催されることが決定。
- 1987年（昭和62年） 利府町にある宮城県住宅供給公社の分譲地に競技場を建設する計画が持ち上がる。
- 1992年（平成04年）07月 宮城県議会においてワールドカップ開催候補地への立候補を決議。
- 1995年（平成07年）11月 愛称を「グランディ・21」に決定。総合プールが供用開始。
- 1997年（平成09年）04月 総合体育館および合宿所が供用開始。
- 2000年（平成12年）04月 宮城スタジアム供用開始。
- 2001年（平成13年）
  - 09月 第56回国民体育大会（新世紀・みやぎ国体）夏季大会開催。
  - 10月 第56回国民体育大会（新世紀・みやぎ国体）秋季大会開催。
  - 10月 第1回全国障害者スポーツ大会（翔く・新世紀みやぎ大会）開催。
- 2002年（平成14年）
  - 5月19日 仙台北部道路の利府JCTから利府しらかし台ICまでが開通。
  - 6月 2002 FIFAワールドカップ開催。
- 2007年（平成19年）4月 総合体育館が「ホットハウススーパーアリーナ」に改称（命名権）
- 2009年（平成21年）7月 総合体育館が「セキスイハイムスーパーアリーナ」に改称（命名権）
- 2010年（平成22年）3月27日 仙台都市圏環状自動車専用道路が全線開通。
- 2011年（平成23年）3月11日 東北地方太平洋沖地震（東日本大震災）発生。
- 2012年（平成24年） 震災関連の大規模復旧工事実施。
- 2014年（平成26年）4月 スタジアムの命名権を全国農業協同組合連合会が取得したことにより「ひとめぼれスタジアム宮城」に改称。総合プールも命名権により「セントラルスポーツ宮城G21プール」に改称。
- 2020年（令和02年）4月 スタジアムの命名権者変更により、「キューアンドエースタジアムみやぎ」に改称。
- 2022年（令和4年）3月16日 福島県沖地震により宮城スタジアムなどが被災し、観客席を支える土台がたわんだり、屋内プールの天井が落下したりした[7]。

## アクセス
- 仙台北部道路・利府しらかし台インターチェンジ
- 三陸沿岸道路・利府塩釜インターチェンジ、または、利府中インターチェンジ
- 駐車場（7ヶ所）：3352台（普通車3246台、障害者対応77台、大型車29台）

### アクセス問題
当園は、最寄りのJR利府駅から徒歩の場合、上り坂を1時間近く歩かなくてはならないため、バスか自家用車やタクシーでアクセスするのが一般的である。主催者は、バスと自家用車のアクセス配分を様々行っているが、約5万人を収容する宮城スタジアムでイベントが開催される際の観客輸送には以下のような事例がある。
- 公共交通機関のみの例
2002年（平成14年）にワールドカップが開催された際には、グランディ・21内の駐車場は一般開放されず、北方に離れた黒川郡大和町および富谷市、南東に離れた仙台港に設けた臨時駐車場からのパーク&バスライドが実施された[9]。また、JR東北本線・国府多賀城駅、JR利府線・利府駅、JR仙石線・多賀城駅、仙台市地下鉄南北線・泉中央駅からシャトルバスが設定された[9]。臨時駐車場と周辺4駅からのシャトルバス設定のみで仙台駅との間にはなかったため、アクセスが悪かったと不評をかったことを県は認めている[10]。シャトルバスは延べ450台使用し、約1億円の費用がかかった[4]。
- 駐車場の無料開放例
2008年（平成20年）11月9日に開催されたベガルタ仙台対サンフレッチェ広島戦では、駐車場を無料開放したとこ、6000台を超す車が殺到して、周辺道路が大渋滞に陥り試合開始時刻に間に合わない観客が続出した[8]。
- 駐車場の有料開放例
2010年（平成22年）7月17日に開催予定の「EXILE LIVE TOUR 2010 "FANTASY"」では、当園内駐車場が4000円/台、仙台港と富谷市のパーク&バスライド駐車場料金が3000円/台、シャトルバス往復料金が仙台駅発着で大人2000円、泉中央駅発着で大人1200円、利府駅発着で大人500円、会場から仙台駅東口までの復路のみのパッケージタクシーが6000円/台、その他、ツアーバスが盛岡、秋田、横手、山形、福島、郡山、東京との間に設定された[11]。

ベガルタ仙台の試合の際には周辺に大渋滞を起こさない程度で観客に一般開放出来る駐車台数を算出しており、J2時代の2009年（平成21年）は対戦カードの人気度によって1000台（駐車料金4000円/台）から2500台（駐車料金1000円/台）とし、利府駅や泉中央駅との間のシャトルバスと利府線の臨時列車運行で観客の輸送を行い、人気カードではパーク&バスライド駐車場を設定し、さらに宮城県警察が新交通管理システムやヘリコプターを投入して交通整理を行っている。しかし、実際の公共交通機関利用割合は観客全体の約2割に留まり、渋滞は解決されていない（当園に近いイオンモール利府等に駐車して観戦に訪れる観客が相当数いることを示唆している）。結果、ユアテックスタジアム仙台の改修工事の影響で宮城スタジアムを開幕から2009年6月末まで使用したベガルタ仙台の集客力は低下し、2001年（平成13年）から途絶えていた観客数1万人割れの試合を3度も経験した。
利府町長より新たな交通手段としてモノレールの建設などを国に求めている。